# L'Homme aux dents d'or
L'Homme aux dents d'or est le 41e roman de la série Bob Morane, écrit par Henri Vernes et publié en 1960 par les éditions Gérard et Cie dans la collection Marabout junior no 174.

## Personnages
- Bob Morane
- Bill Ballantine : ami de Bob Morane et son compagnon d'aventures depuis toujours.
- Archibald Baywatter : chef de Scotland Yard.
- Roman Orgonetz : agent secret, espion. Surnommé « l'Homme aux dents d'or » à cause de ses dents aurifiées. L'un des plus anciens ennemis de Bob Morane. Il s'agit de leur cinquième rencontre.
- Smith : chef des Services secrets britanniques.
- Bill Parsons : agent secret britannique. Il tente de piéger Orgonetz qui le fait assassiner.
- Jewin : agent secret britannique.
- Brown : tueur à gages au service d'Orgonetz.
- Samuel Fricks : espion d'Orgonetz assassiné par Brown.
- Son Sao : membre du Service de renseignement chinois. Il charge Brown d'enlever Ludmilla Sueï.
- Fan Li : complice de Son Sao.
- Ludmilla Sueï : Chinoise, fille d'un politicien formosan. Enlevée par Orgonetz et ses sbires pour faire pression sur lui.
- Mina Leutner : elle est obligée de travailler pour Orgonetz car il menace de tuer sa mère. Lorsqu'elle apprend la mort de celle-ci, elle le trahit et sauve deux fois la vie de Bob Morane.
- Gregory Perkins : chauffeur de taxi londonien.
- Yanko : complice d'Orgonetz.
- Peter : complice d'Orgonetz.

## Résumé
L'histoire  se passe à Londres. L'agent secret Roman Orgonetz a monté un réseau d'espionnage en Angleterre. Scotland Yard et les Services secrets britanniques tentent de le piéger mais l'agent chargé d'entrer en contact avec lui, Dick Parsons, est assassiné. Archibald Baywatter fait alors appel à Bob Morane qui connait depuis longtemps Orgonetz et sa façon d'opérer. Grâce à Mina Leutner, qui a trahi le réseau d'espionnage d'Orgonetz, il parvient à mettre la main sur Brown, l'un des assassins à la solde de « l'Homme aux dents d'or ». 
Brown est livré à la police et Morane tente de se faire passer pour lui afin d'entrer dans le système organisé par Orgonetz. Deux opposants chinois, Son Sao et Fan Li, entrent en contact avec lui et le chargent d'enlever la fille d'un politicien formosan, Ludmilla Sueï. Morane la leur livre mais il a déjà été repéré et Orgonetz tente de l'assassiner. Bob parvient à s'en tirer grâce à Bill Ballantine. Par la suite, il apprend de Mina Leutner qu'Orgonetz et sa bande sont installés dans une petite île des Hébrides où un sous-marin doit aller les retrouver pour ramener Miss Sueï en Chine. Bob Morane parvient à la délivrer avant qu'il ne soit trop tard mais Orgonetz réussit à s'échapper. 